# Torre dei Pierozzi
La torre dei Pierozzi è edificio civile del centro storico di Firenze, situata in via dello Studio 25r, angolo via della Canonica 2, a pochi passi da piazza del Duomo.

## Storia e descrizione
Si tratta di un edificio di impianto duecentesco, noto come di proprietà della famiglia Pierozzi e quindi tradizionalmente legato alla figura di sant'Antonino Pierozzi, arcivescovo di Firenze e patrono dell'arcidiocesi assieme a san Zanobi. 
Diventata proprietà della Propositura del Duomo (come tale è registrata da Federico Fantozzi), la torre fu restaurata nel 1912 dall'architetto Giuseppe Castellucci, con ampie ricostruzioni in modo da enfatizzarne il carattere medioevale. Di questi anni è anche la collocazione sulla porta di un busto del santo (riproduzione di un'opera tradizionalmente attribuita al Verrocchio), accompagnato da una memoria datata al 1731 (posta al tempo dell'apertura della zona murata della Canonica che la inglobava) che indica la casa - poggiando sull'autorità di "antichi documenti" - come luogo di "nascita, educazione, tirocinio e santità" del personaggio. 
| DOMUM . HĀC ORTU . EDUCATIONE . ET . SANCTITATIS . TYROCINIO DIVI . ANTONINI . ARCHIEPISCOPI . FLORENTINI INSIGNEM . ESSE EX . ANTIQUIS . TABULIS . COMPERTUM . EST ANNO . S . M . D . CC . XXXI |

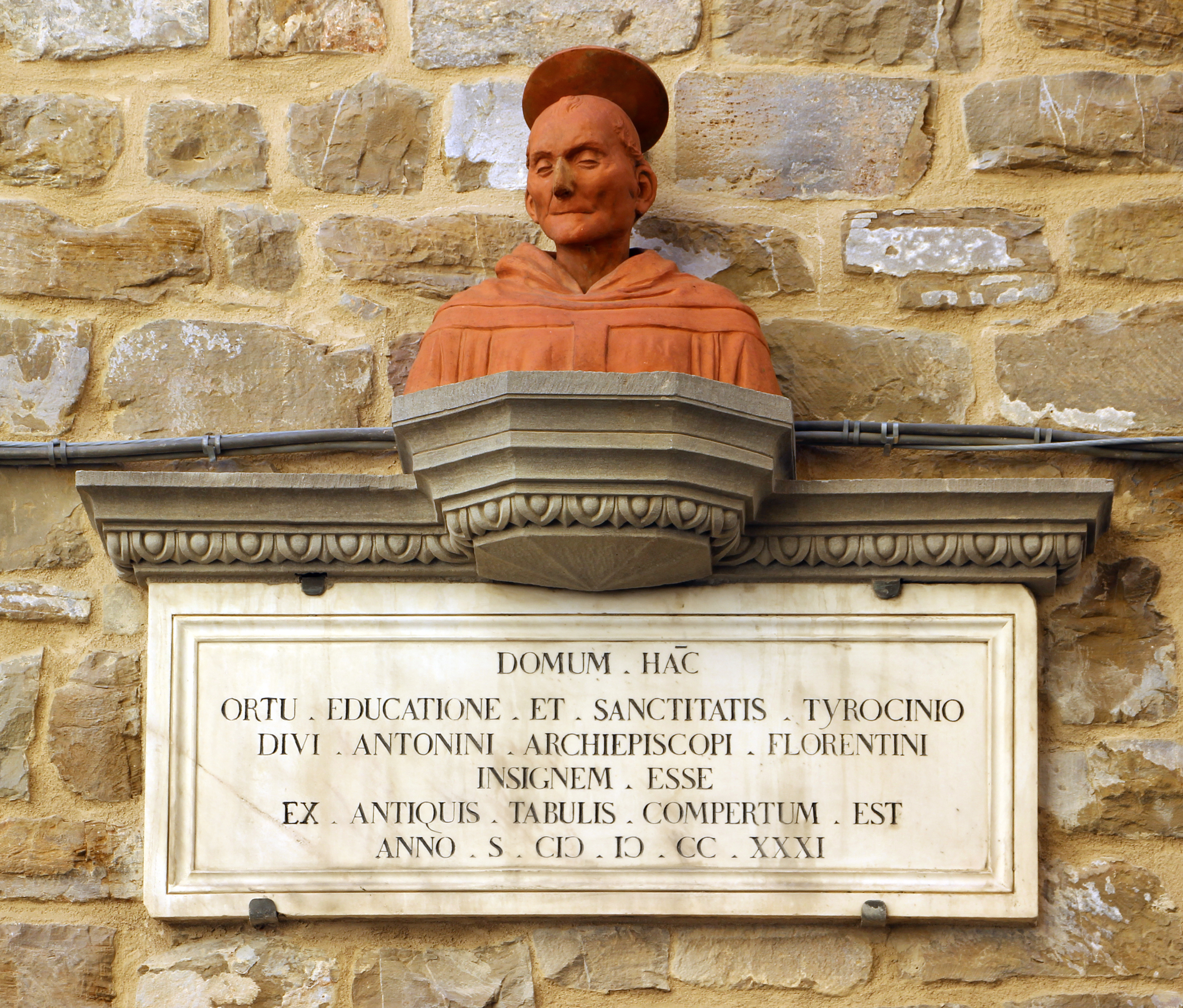
Busto di sant'Antonino

Traduzione: «Da antichi documenti si è accertato nell'anno dell'era cristiana 1731 che questa casa è insigne per la nascita, l'educazione e il tirocinio di santità di sant'Antonino arcivescovo di Firenze».
Presenta un rivestimento in pietre a vista, con bozze di diversa dimensione, segnato da aperture di diversa forma e allineamento. Al secondo piano sia apre una porta che presumibilmente doveva un tempo fungere da accesso tramite una scala di legno esterna. 
Nel 2019 l'edificio è stato interessato da un cantiere di restauro su progetto e direzione dei lavori dell'architetto Samuele Caciagli.

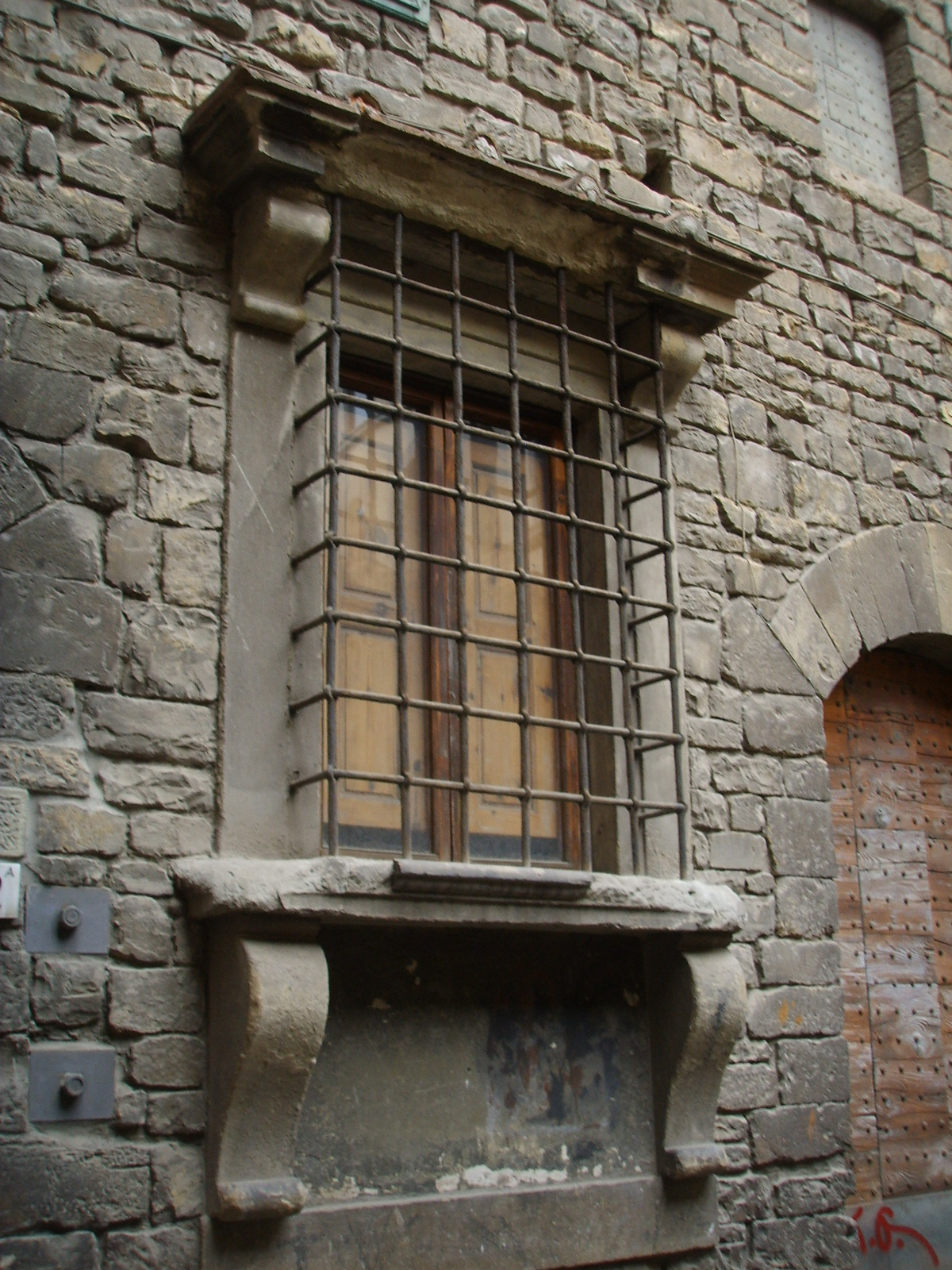
Finestra inginocchiata su via della Canonica